# 田坝镇 (安康市)
田坝镇，是中华人民共和国陕西省安康市汉滨区一个已撤销的乡级行政区，2015年，陕西省民政厅批复同意撤销田坝镇，将其所辖的板庙、砖垭、天山、纸坊、福家沟、汪河、半坡7个村划归吉河镇，新建、胡家沟、双溪、联坪、雷公坡5个村划归晏坝镇。